# Raining Sunshine
Raining Sunshine(en español:“Lloviendo Rayos de Sol”), es una canción de Miranda Cosgrove. Esta canción fue criticada como Otra muestra del sorprendente talento de esta cantante californiana.

## Vídeo Musical
El vídeo musical fue grabado con la actriz Miranda Cosgrove, y sus mejores amigas, estas salen en varias escenas. En el vídeo se ven partes de la película Lluvia De Hamburguesas.

## Recepción de la crítica
Una prueba de ello, son los comentarios que ha hecho la presidenta de “Worldwide Music” y de “Sony Pictures Entertainment”, Lia Vollack:
“Miranda Cosgrove es verdaderamente, una artista sorprendente. Que plasmó su carisma, energía y estilo fresco en nuestra película con esta canción”.
El estilo musical de la canción es similar a Xanadu, interpretación de Olivia Newton-John y la Electric Light Orchestra(ELO), en los comentarios del director y productor de la película Cloudy with a Chance of Meatballs (Lluvia de albóndigas (España), Lluvia De Hamburguesas (Latinoamérica)), se menciona dicha característica, resaltando que se intentó primero conseguir los derechos de la mencionada canción, pero que al no obtenerse los mismos se optó por la Cantante Miranda Cosgrove (aka iCarly) y esta canción original de manera más que satisfactoria.

## Charts
| Chart (2009)                      | Posición más alta |
| --------------------------------- | ----------------- |
| U.S. Billboard Hot 100            | 17                |
| U.S. Billboard Hot Digital Songs  | 1                 |
| U.S. Billboard Hot Digital Tracks | 21                |